# Benzodiazepinek
A benzodiazepinek a pszichoaktív gyógyszerek osztályába tartozó olyan vegyületek, amelyek alapvető jellemzője, hogy kémiai szerkezetükben egy benzolgyűrű és egy diazepingyűrű egyesül. Főként nyugtatóként és altatóként közismertek, ugyanakkor a gyógyászatban epilepsziás görcsök gátlására is használják, továbbá a kábítószerpiacon is jelen vannak. A benzodiazepinek kedvelt kábítószerek, melyeket jellemzően nem önmagukban, hanem gyakran valamely más pszichoaktív anyaggal, például alkohollal kombinálva használnak. A gyógyászatban szedatív (nyugtató), hipnotikus (altató), szorongásoldó (anxiolitikus), görcsoldó (antikonvulzív), izomlazító (izomrelaxáns) és amnéziát (emlékezetkiesést) okozó tulajdonságaik miatt használják. Ezek a tulajdonságok teszik lehetővé a benzodiazepinek használatát a szorongás, álmatlanság, nyugtalanság, izomgörcsök, alkoholelvonási tünetek kezelésében, valamint műtéti és fogászati beavatkozások előtt. A hetvenes években a benzodiazepinek voltak a leggyakrabban felírt gyógyszerek világszerte. 
A benzodiazepinek rövidtávú alkalmazás esetén általában a biztonságosnak és hatásosnak tartott szerek közé tartoznak, de használatukkor időnként előfordulnak a kognitív képességekre gyakorolt mellékhatások és a paradox hatások, például az agresszív viselkedés, illetve a betegek egy kisebb csoportjánál az agitáció fokozódását és a pánikbetegség tüneteinek romlását is megfigyelték. A benzodiazepinek alkalmazását továbbá összefüggésbe hozzák az öngyilkosság kockázatának növekedésével is. A leginkább közismert benzodiazepin típusú gyógyszerkészítmények közé tartozik többek között a Seduxen, a Rivotril és a Xanax.

## Története
Az első benzodiazepin a klórdiazepoxid (Librium) volt, melyet Leo Sternbach fedezett fel. 1960-ban kezdték bevezetni a piacra, és gyorsan követte a diazepám (Valium, Seduxen). Terápiás tulajdonsága, hogy fokozza a GABA neurotranszmitter hatását a GABAA receptorokon, ami depresszív vagy nyugtató hatású a központi idegrendszerre. A korábban használt barbiturátok helyett manapság a benzodiazepinek a leggyakrabban felírt nyugtató-altatók (szedato-hipnotikumok). Ugyanakkor a benzodiazepinek használatát újabban kezdik felváltani a nem-benzodiazepin gyógyszerek (zolpidem, zopiklon), különösen az álmatlanság kezelésére.

## Orvosi felhasználása
A gyógyászatban leggyakrabban a nyugtató, az altató, a szorongásoldó, a görcsoldó, az izomlazító hatása miatt használják. Ezek a tulajdonságok teszik lehetővé a benzodiazepinek használatát a szorongás, álmatlanság, nyugtalanság, izomgörcsök, alkoholelvonási tünetek kezelésében, enyhítésében valamint műtéti beavatkozások előtt. De olyan vizsgálatok során is hasznosnak bizonyul az alkalmazása mint a béltükrözés, amely során fontos, hogy a vizsgálat ideje alatt a páciens ellazult állapotban legyen, és nyugodt maradjon. Általában szájon át alkalmazzák, de intravénásan is alkalmazhatóak. 

### Pánikbetegség
A hatásossága, a jól tolerálhatósága, és a nyugtató hatása miatt a benzodiazepineket gyakran használják a pánikbetegségek kezelésére, habár a hosszú távú hatásosságuk tekintetében nincs egyetértés szakmai körökben. A szakértők egy bizonyos köre ugyanis azon a véleményen van, hogy a benzodiazepinek hosszútávon nem hatásosak a pánikbetegség kezelésében. Ennek ellenére a a benzodiazepineket jellemzően hosszú távon alkalmazzák  pánikbetegség és egyéb szorongásos zavarok esetében, habár a szakmai ajánlások szerint első körben választandó kezelésnek bizonyos antidepresszánsok és a pszichoterápia ajánlott, második vagy harmadik vonalban illetve hosszútávú kezelésre pedig az antikonvulzáns szerek valamint a pregabalin választandó. A szakmai irányelvek szerint az elsőként választandó terápiák között olyan pszichoterápiák szerepelnek mint például a kognitív viselkedésterápia. Továbbá a kutatók azt találták, hogy a benzodiazepinek alkalmazása pszichoterápia során csökkenti a pszichoterápiás kezelés hatásosságát.

### Generalizált szorongás
Habár a benzodiazepinek rendkívül nagy mértékben hatásosak a generalizált szorongásos zavarok rövidtávú kezelésében de hosszútávon nem bizonyosodott be, hogy képesek volnának tartós javulást előidézni a generalizált szorongásos zavarok esetében. Az Amerikai Nemzeti Egészségügyi intézet (NICE), szakmai irányelvei és javaslatai szerint 
a benzodiazepinek a generalizált szorongásos zavarok kezelésekor abban az esetben javasoltak, ha szükség esetén, gyors beavatkozásra van szükség. 
Habár, használatukat nem javasolják hosszabb ideig mint 2-4 hét. Az egyetlen gyógyszercsoport melyet a NICE hosszabb távú alkalmazásként javasol a generalizált szorongásos zavarok esetében azok az antidepresszánsok.
Ehhez hasonló a Kanadai Pszichiátriai Társaság (Canadian Psychiatric Association) a benzodiazepinekkel kapcsolatos szakmai ajánlása is. Az olyan szerek mint az alprazolám, bromazepám, lorazepám, vagy a diazepám csak második vonalon ajánlhatóak abban az esetben ha az antidepresszáns-kezelés nem volt hatásos. Illetve súlyos szorongás és agitáltság esetben rövid ideig.

### Alvászavar
Ugyan a benzodiazepinek hatásosak lehetnek az álmatlanság rövid távú kezelésében, 2-4 hétnél tovább nem javasolt a használatuk, a függőség kialakulásának veszélye miatt. A Brit Gyógyszerbiztonsági Bizottság ajánlása szerint, amennyiben a benzodiazepinek hosszú távú alkalmazása esetén az álmatlanság tünetei romlanak, akkor az időszakosan kezelést ajánlott alkalmazni. A benzodiazepinek alapvetően nem a leghatásosabb altatók ugyanis alapvetően ronthatják az alvásminőséget, az által, hogy növelik a felszínes alvásban eltöltött idő mennyiségét és csökkentik a mély-alvás idejét. A legtöbb altatóra így a benzodiazepinekre is jellemző, hogy tolerancia (hozzászokás) alakul ki velük szemben, tehát egy idő után csak akkor hatnak ha növelik az alkalmazott dózist, illetve az elvonásuk ideje alatt elvonási tünetek – jellemzően hosszabb időn át tartó – szorongással és agitációval járó álmatlanságot okoznak.
Az álmatlanság kezelésére engedélyezett benzodiazepin típusú gyógyszerek listája országonként meglehetősen hasonló, viszont az, hogy melyeket ajánlják elsőként választandó szerként az országonként változó.

### Görcsgátlás
A hosszan tartó görcsrohamokkal járó epilepsziás állapotok olyan orvosi vészhelyzet jelentenek, amely általában hatékonyan kezelhető  gyorsan ható benzodiazepinek alkalmazásával, amelyek meglehetősen hatásos görcsoldók. 
Kórházi környezetben az intravénásan beadott klonazepám, lorazepám, valamint a diazepám az ajánlások szerinti elsőként választandó szerek. Nyilvános helyen az intravénás alkalmazás nem bizonyult könnyen kivitelezhetőnek, így az anális diazepam vagy a nyelv alatt felszívódó midazolám használandó, mely utóbbi alkalmazása bizonyult a tapasztalatok szerint a betegek számára a leg könnyebbnek, és a szociális környezet számára pedig a legelfogadhatóbbnak.

### Alkoholelvonás
Az alkoholelvonás kezelésében a klórdiazepoxid a leggyakrabban használt benzodiazepin típusú szer, de e mellett a diazepám is egy olyan szer mely alternatívát jelenthet. Mindkettőt olyan személyek kezelésére használják akik megfelelőképpen motiváltak az alkoholról való leszokásban. Az ő esetükben rövid ideig alkalmazzák, hogy elkerüljék a gyógyszerrel szemben kialakuló toleranciát, és a gyógyszerhez való hozzászokást.

## Mellékhatások, hozzászokás és elvonás
A benzodiazepinek általában biztonságos és hatékony gyógyszerek rövid távú alkalmazás során, bár kognitív károsodások vagy paradox hatások, mint például a fokozott agresszió vagy gátlástalan viselkedés, időnként előfordulnak.

### Szellemi leépülés
Az idős emberek fokozottan veszélyeztetettek a benzodiazepinek káros hatásaitól. Egy 2014-ben megjelent tanulmány szerint a három hónapnál hosszabb ideig tartó benzodiazepin használat 51%-kal növeli az Alzheimer-kór kialakulásának valószínűségét. Bár ezt a kutatási eredményt nagyobb sajtóvisszhang kísérte, nem ez volt az első kutatás, mely a hosszútávú benzodiazepin használat káros hatásaival foglalkozott. Például francia kutatók 2012-ben jelentősnek találták a leépülés kockázatát a hosszútávú benzodiazepin szedés esetén.

### Függőség és elvonás
Használatuk hosszabb távon nem javasolt, mivel kiválthatnak toleranciát, fizikai függőséget, addikciót és a benzodiazepin megvonási tüneteket a szerek elhagyásakor. A benzodiazepinekkel gyakran előfordul súlyos, gyógyszerrel való visszaélés. A benzodiazepinek hosszú távú használatának további hátrányai közé tartozik, hogy alvási problémákat okozhatnak vagy azokat súlyosbíthatják. depresszió, szorongás és pánikroham, valamint agorafóbia alakulhat ki.

#### Benzodiazepin elvonási szindróma
Súlyos tünetek leginkább a nagy dózisú benzodiazepin-kúra esetében a gyógyszerelhagyást követően jelentkeznek, vagy akkor, ha hirtelen, fokozatos csökkentés nélkül történik az elhagyás. Hirtelen gyógyszerelhagyás veszélyes lehet, ezért az elhagyás előtt a fokozatos csökkentés javasolt. Az ajánlott csökkentési mérték szerint a csökkentés nem haladhatja meg az átlagos havi 10%-os csökkentés mértékét, így a szer 10 hónap alatt teljesen elhagyható. Ugyanakkor kialakult benzodiazepin-függőség esetén enyhébb mértékben a fokozatos csökkentett dózisú gyógyszerelhagyáskor is megjelennek az elvonási tünetek.
A benzodiazepin leggyakoribb elvonási tünetei:
- álmatlanság
- félelmek, szorongás
- emésztési problémák
- depresszió
- remegés
- károsodás az emlékezőképességben[22]
- koncentrálóképesség romlása[22]
- nyugtalanság
- izomgörcsök

A kevésbé gyakori elvonási tünetek közé tartozik:
- ingerlékenység
- izzadás
- deperszonalizáció
- derealizáció: álomszerű érzés vagy érzékelési zavarok
- túlérzékenység a külső ingerekre (hangra, fényre, erős szagokra)
- súlyos depresszió
- öngyilkossági magatartás
- pszichózis
- fülzúgás
- hallucinációk
- delírium tremens

### Túladagolás, mérgezés, halálozás
A benzodiazepinek terhesség alatti biztonságosságának tekintetében ellentmondásos adatok állnak rendelkezésre. Ezen gyógyszerek teratogenitása nem nagy, azonban nem bizonyított, hogy okozhatnak-e jelentős fejlődési rendellenességet, torzulást az újszülöttekben. A benzodiazepinek szedhetők terhesség alatt, azonban ez az újszülöttben megvonási tüneteket okozhat.
A különféle Benzodiazepinek használatánál gyakran előfordul túladagolás, de az általános vélekedés szerint túladagolásuk esetén (önmagukban) kevésbé mérgezők mint az 1950-es évekig használt barbiturátok. Amennyiben a benzodiazepinekkel együtt egyéb központi idegrendszeri depresszánsokat, például alkoholt vagy opiátokat használ valaki, az idegrendszert működését befolyásoló hatások összeadódva idegrendszert bénító hatást, légzésleállást, majd halált okozhatnak. Ez különösen problematikus az egyéb depresszáns hatású drogokat, pl. a heroint használók körében. Ezért a halálozási ráta sokszorosa a normál lakosság halálozási arányának azok esetében, akik úgy használnak benzodiazepineket, hogy alkoholfüggőséggel is küzdenek. A benzodieazepin típusú gyógyszerek szedése különösen a középkorúaknál jár emelkedett halálozási kockázattal.

## Kémiája, hatásmechanizmusa
A benzodiazepinek kémiai struktúrájukat tekintve egymáshoz hasonló anyagok, amelyek, hatásukat emberekben elsősorban a neurotranszmitter receptorokra gyakorolt hatásuk által fejtik ki. Melyet főként a GABAA receptorok működésének alloszterikus módosítása idéz elő, ami növeli ezen gátló csatornák teljes vezetőképességét.

A benzodiazepinek alapszerkezete

### Hatás-időtartam szerinti megkülönböztetés
A benzodiazepineknek változatos az eliminációs felezési ideje, ez alapján rövid, közepes és hosszú hatástartamúakat különböztetünk meg. A rövid és közepes hatástartamú benzodiazepineket részesítik előnyben az álmatlanság kezelésére. A hosszabb hatástartamú benzodiazepinek a szorongás kezelésére használatosak.

### Néhány benzodiazepin típusú gyógyszer hatóanyag
- alprazolám
- diazepám
- nitrazepám
- klonazepám
- flunitrazepám
- flumazenil
- midazolám

## Társadalmi és kulturális vonatkozások

### Jogi státusza
A benzodiazepinek a világ legtöbb országában a gyógyhatással rendelkező de veszélyei miatt bizonyos korlátozások mellett használható szerek közé tartoznak. (Ez az úgynevezett Schedule IV. kategória.) A törvényi szabályozás ugyanakkor bizonyos országokban és bizonyos szerek esetén szigorúbb. Például 
Kelet- és Délkelet-Ázsiában a temazepám és a nimetazepám alkalmazására szigorúbb korlátozás vonatkozik. Néhány országban pedig főként a triazolám, a flunitrazepám, a flutoprazepám és a midazolám azok a szerek, amelyek csak szigorúbb szabályozás és ellenőrzés mellett alkalmazhatóak. Bizonyos országokban a benzodiazepineket a szigorúbb, Schedule III-as kategóriába sorolják.
Ugyan alkalmazása világszerte széles körben elterjedt a benzodiazepinek gyógyhatását nem minden országban fogadják el. Például Hongkongban, ahol az ottani törvényi szabályozás szerint az összes benzodiazepin készítmény a veszélyes drogok (Schedule 1.) kategóriájába sorolják, amely kategóriába olyan tiltott szerek szerepelnek amelyek semmilyen gyógyhatással sem rendelkeznek. Igaz, hogy e szigorú szabályozást megelőzően kezdetben csak a brotizolámot, a flunitrazepámot és a triazolámot sorolták a hatástalan és kizárólag káros és veszélyes kábítószerek (Schedule 1.) kategóriájába.

### Rekreációs használata
A benzodiazepinek rekreációs célú használata a „többszeres” (több szert egyszerre használó) kábítószer-fogyasztók körében kedvelt. A statisztikák szerint a különféle pszichoaktív anyagokat kombináló kábítószerhasználók között a benzodiazepineket is használó többszer-fogyasztók körében gyakoribb a halálozás ami fokozott mértékben jellemző akkor ha a benzodiazepin használat erős alkoholfogyasztással párosul.  A benzodiazepinekkel szembeni függőség és tolerancia, gyakran az adagok folyamatos emelése mellett gyorsan kialakulhat a kábítószerrel visszaélők körében. Az elvonási szindróma akár három hét folyamatos használat utáni megvonás esetén is kialakulhat. A hosszú távú használat fizikai és pszichológiai függőséget egyaránt okozhat továbbá súlyos elvonási tüneteket, többek között depressziót, (gyakran a pánikrohamig fokozódó) szorongást és agorafóbiát.
A benzodiazepineket kábítószerként (különösen a temazepamot) néha intravénásan is használják, ami a nem biztonságos illetve nem steril használat miatt különféle fertőzésekhez, betegségekhez vezethet beleértve a tályogok, thrombophlebitis, az artériás szúrás, a mélyvénás trombózis és gangréna kialakulását. Egyéb intravénásan használt drogokhoz hasonlóan a közösen használt fecskendők és tűk megosztása a hepatitis, a HIV és más betegségek átvitelének esélyét is megnöveli. De a benzodiazepineket nem csak szájon át vagy intravénásan alkalmazzák a  kábítószerélvezők de néha orron keresztül történő felszippantással juttatják be a szervezetükbe, ami további egészségügyi következményekkel jár. A benzodiazepin-függőség megállapítása esetén az orvos rendszerint egyenértékű diazepam adag szedésére állítja be a beteget, mielőtt elkezdené a fokozatos csökkentéssel járó  elvonási kúrát.

## Állatorvosi használata
A benzodiazepineket az állatgyógyászati gyakorlatban számos állapot és rendellenesség kezelésére használják;
főként a görcs, illetve az epilepsziás görcs kezelésére. Kistestű és nagy testű állatok esetében egyaránt széleskörű a használata. Többek között lovak, sertések, szarvasmarhák az egzotikus és vadon élő állatok esetében a nyugtató és szedáló (kábító) hatása miatt műtét előtti bevezető gyógyszerkezelés keretében, illetve az érzéstelenítés kiegészítéseként.

## Fordítás
- Ez a szócikk részben vagy egészben a Benzodiazepine című angol Wikipédia-szócikk fordításán alapul.  Az eredeti cikk szerkesztőit annak laptörténete sorolja fel. Ez a jelzés csupán a megfogalmazás eredetét és a szerzői jogokat jelzi, nem szolgál a cikkben szereplő információk forrásmegjelöléseként.